# Tudorita Chidu
Tudorita Chidu (Rumania, 17 de octubre de 1967) es una atleta rumana retirada especializada en la prueba de 1500 m, en la que consiguió ser medallista de bronce mundial en pista cubierta en 1991.

## Carrera deportiva
En el Campeonato Mundial de Atletismo en Pista Cubierta de 1991 ganó la medalla de bronce en los 1500 metros, con un tiempo de 4:06.27 segundos, tras la soviética Lyudmila Rogachova y la checoslovaca Ivana Kubešová (plata).